# Мешалкин, Евгений Николаевич
Евге́ний Никола́евич Меша́лкин (25 февраля 1916, Екатеринослав — 8 марта 1997, Новосибирск) — известный советский российский кардиолог и кардиохирург, доктор медицинских наук, профессор. Академик Академии медицинских наук СССР (1978). Заслуженный деятель науки РСФСР.
Герой Социалистического Труда (1976). Лауреат Ленинской премии (1960).

## Биография
Родился 25 февраля 1916 года в городе Екатеринославе, в семье инженера-железнодорожника. Русский.
В 1918 году с семьёй переезжает в Ростов-на-Дону, а в 1928 году — в Москву, где окончил семь классов и школу ФЗУ при заводе «Серп и молот», работая в это время чернорабочим. Затем трудился на должностях копировщика, чертёжника, механика-наладчика прокатных станов.
В 1941 году окончил Второй Московский медицинский институт.
С отличием окончив институт, Евгений Николаевич Мешалкин был мобилизован в армию и отправился на фронт. Именно в годы войны он «прошил» два своих первых шва на сердце солдата — и это помогло спасти человеку жизнь. Он участвовал в шестимесячном рейде по тылам противника, в боях на Курской дуге, в освобождении Украины, Польши, Чехословакии.
- 1946—1948 гг. — работал клиническим ординатором клиники факультетской хирургии 2-го Московского медицинского института.
- 1948—1956 гг. — ассистент, доцент, а затем профессор клиники факультетской хирургии 2-го Московского медицинского института.
- 1950 год (22 мая) — защита кандидатской диссертации «Интубационный наркоз».
- 1953 год (31 октября) — защита докторской диссертации «Ангиокардиография у больных с врожденными пороками сердца».
- 1954 год (8 мая) — присуждение звания профессора.
- 1955 год — заместитель директора по науке Института грудной хирургии АМН СССР
- 1956—1957 заведующий кафедрой грудной хирургии и анестезиологии Центрального института усовершенствования врачей, Москва.
- 1957 год (25 октября) назначен директором Института экспериментальной биологии и медицины СО АН СССР. 2 ноября 1957 года утверждён в этой должности общим собранием АН СССР.
- 1958 год — присуждение А. Н. Бакулеву и Е. Н. Мешалкину Гран-При за книгу «Врожденные пороки сердца» на Всемирной выставке в Брюсселе.
- 1960 год (22 апреля) — присуждение Ленинской премии Е. Н. Мешалкину, А. Н. Бакулеву, Н. М. Амосову, П. Н. Куприянову, А. А. Вишневскому и Б. В. Петровскому за развитие и внедрение сердечно-сосудистой хирургии.
- 1965 год — Институт экспериментальной биологии и медицины переименован в Институт патологии кровообращения Минздрава РСФСР, научным руководителем и директором которого Е. Н. Мешалкин являлся до 1991 года.

Умер 8 марта 1997 года. Похоронен в Новосибирске на Южном кладбище (Советский район).

## Память
- В память о выдающемся учёном Новосибирскому научно-исследовательскому институту патологии кровообращения присвоено имя академика Е. Н. Мешалкина.
- В его честь на территории Института патологии кровообращения установлен памятник.

- Мемориальная доска установлена на доме, в котором жил Е. Н. Мешалкин («Стоквартирный дом»).
- Губернатором Новосибирской области В. А. Толоконским учреждена стипендия имени Мешалкина для аспирантов и докторантов научно-образовательного комплекса Новосибирской области.
- Его имя присвоено воздушному судну Airbus A320-251N б/н VP-BSF (с апреля 2022 г. — RA-73734) авиакомпании «АЭРОФЛОТ — Международные авиалинии»[3]

## Награды и звания
- Герой Социалистического Труда (1976)[4];
- Два ордена Ленина;
- Орден Красной Звезды;
- Ленинская премия (1960) — за разработку новых операций на сердце и крупных сосудах;
- Шесть медалей: «За отвагу», «За боевые заслуги», «За оборону Москвы», памятная партизанская медаль партизан Северной Италии, «Почетная медаль» советского фонда мира;
- Золотой знак «За развитие Воеводства Катовицкого»;
- Заслуженный деятель науки РСФСР (1966);
- Почётный гражданин города Новосибирска (1993)[5];
- Почётное звание «Гражданин XX века Новосибирской области» (2000).

### Почётные грамоты
- Почётная грамота Президиума Верховного совета Российской Федерации (15.06.1993)[6];
- Президиума Верховного Совета Литовской ССР — за достигнутые успехи в развитии народного хозяйства, науки и культуры Республики;
- Верховного Совета Казахской ССР.